# Tetraponera prelli
Tetraponera prelli är en myrart som först beskrevs av Auguste-Henri Forel 1911.  Tetraponera prelli ingår i släktet Tetraponera och familjen myror. Inga underarter finns listade i Catalogue of Life.